# Hosztót
Hosztót is een plaats (község) en gemeente in het Hongaarse comitaat Veszprém. Hosztót telt 98 inwoners (2001).